# Son jarocho
Le sonido jarocho ou le son jarocho tire son nom d'une région du Mexique située essentiellement dans l'État de Veracruz. C'est l'expression musicale propre à la culture jarocha (à l'est du Mexique). Elle est pratiquée essentiellement dans la fête traditionnelle des jarochos appelée fandango jarocho où elle se conjugue avec la danse zapateada et la poésie chantée. Son origine remonte à l'époque coloniale, où se mélangeaient des éléments espagnols, africains et indigènes. Les genres musicaux apparentés incluent le son huasteco, huapango, le son jaliscience et le  son chiapaneco. 

## Description
Ce style musical métisse né dans la région caribéenne, plus particulièrement dans le sud de l'État de Veracruz (Sotavento), Traditionnellement, le son jarocho est indissociable de la fête rurale du fandango ou huapango qui, sur la place publique des villages, réunit musiciens, danseurs, chanteurs et membres de la communauté, autour de la tarima, estrade en bois sur laquelle les couples pratiquent le zapateado.
Il s'agit d'un son et d'un tempo musical d'origine rurale très répandu. Basé sur un rythme importé par les espagnols et influencé par la musique afro-cubaine des XVIIIe et XIXe siècles, les arpèges pincés rappellent les sons d'Andalousie. Les rythmes sont saccadés à coup de jarana. La leona (basse) et le requinto, (instruments à quatre cordes) soutiennent ou jouent la mélodie. On retrouve aussi la harpe (plus petite que les harpes classiques), et le marimbol (aussi appelé « rumba box » pour le jeu de basse). Enfin aux percussions, pandeiros (octogonaux et non circulaires) et quijadas (mâchoires d'âne ou de cheval) soutiennent la mélodie et le zapateado.
Cette musique traditionnelle jouit toujours d’une incroyable vitalité. Si son art se transmet de musicien en musicien, à l’oral, le son jarocho est profondément ancré dans la culture mexicaine. Son plus célèbre titre, « La Bamba », a offert au Son jarocho une notoriété dans les playlists des fêtes du monde entier.